# Opuntia huajuapensis
Opuntia huajuapensis ist eine Pflanzenart in der Gattung der Opuntien (Opuntia) aus der Familie der Kakteengewächse (Cactaceae). Das Artepitheton huajuapensis verweist auf das Vorkommen der Art bei Huajuapan de León.

## Beschreibung
Opuntia huajuapensis wächst strauchig bis baumförmig mit kriechenden bis aufsteigenden Zweigen, ist in der Regel von der Basis her verzweigt und erreicht Wuchshöhen von 0,4 bis 2 Meter. Die grünen, flaumigen, nicht gehöckerten, verkehrt eiförmigen bis kreisrunden Triebabschnitte sind 17 bis 36 Zentimeter lang und 17 bis 28 Zentimeter breit. Die Areolen sind grau, die zahlreichen Glochiden gelb bis weißlich grau und 3 bis 6 Millimeter lang. Die sechs bis 15 pfriemlichen, aufsteigenden bis zurückgebogenen Dornen sind gelb und 2 bis 4 Zentimeter lang.
Die gelben Blüten erreichen eine Länge von 4 bis 6 Zentimeter. Die kugelförmigen Früchte sind grün bis gelb und mit gelben Dornen und Glochiden besetzt. Sie sind 2 bis 4,3 Zentimeter lang und weisen Durchmesser von 2 bis 4,1 Zentimeter auf.

## Verbreitung, Systematik und Gefährdung
Opuntia huajuapensis ist in den mexikanischen Bundesstaaten Puebla, Tlaxcala und Oaxaca in Höhenlagen von 2000 bis 2700 Metern verbreitet.
Die Erstbeschreibung erfolgte 1954 durch Helia Bravo Hollis.
In der Roten Liste gefährdeter Arten der IUCN wird die Art als „Least Concern (LC)“, d. h. als nicht gefährdet geführt. Die Entwicklung der Populationen wird als stabil angesehen.

## Nachweise